# Tadarida
Tadarida es un género de murciélagos de la familia Molossidae. Entre los microquirópteros, las especies de este género se caracterizan por sobresalirles la cola del uropatagio.

## Especies
- Tadarida aegyptiaca, (E. Geoffroy, 1818).
- Tadarida australis, (Gray, 1839).
- Tadarida brasiliensis, (Geoffroy, 1824).
- Tadarida fulminans, (Thomas, 1903).
- Tadarida insignis, (Blyth, 1862).
- Tadarida kuboriensis, Mckean & Calaby, 1968.
- Tadarida latouchei, Thomas, 1920.
- Tadarida lobata, (Thomas, 1891).
- Tadarida teniotis, (Rafinesque, 1814).
- Tadarida ventralis, (Henglin, 1861).
- Tadarida ventralis, (Henglin, 1861).
- Tadarida aurispinosa, (Taddei y Garutti, 1981).[1]